# معركة لايبزيغ
معركة لايبزج (بالإنجليزية: The Battle of Leipzig) أو معركة الأمم أو حرب الأمم (بالإنجليزية: Battle of the Nations)؛ هي معركة وقعت في أيام 16-19 أكتوبر 1813، وكانت الهزيمة الأكثر حسمًا لنابليون. خيضت المعركة على أرض ألمانية، وتضمنت جنودًا ألمان في كلا الجانبين، حيث جاءت نسبة كبيرة من جنود نابليون من كونفيدرالية الراين، شارك في المعركة حوالي 600,000 جندي، مما جعلها أكبر معركة فيما قبل الحرب العالمية الأولى.
و بعد هذه المعركة نفي نابليون إلى جزيرة البا.

## مُقدّمة

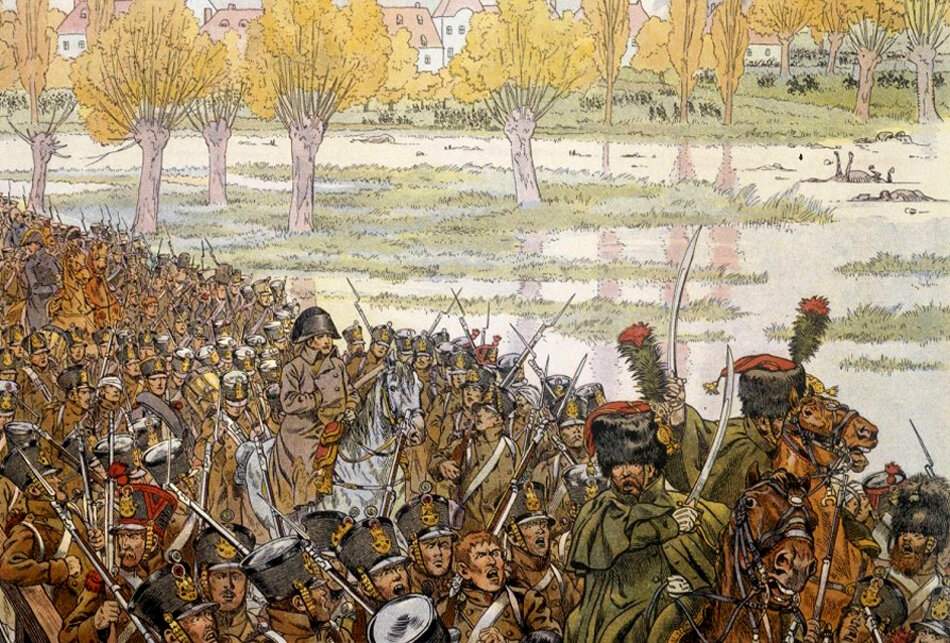
نابليون وجيشه يعبرون نهر إلستر في نهاية معركة لايبزيغ

دارت حرب الأمم بين نابليون وبين الحلفاء بروسيا وروسيا والنمسا وبريطانيا العظمى 1813-1814 م، وانتهت بنفي نابليون بعد انكسار جيوشه. ثم بمؤتمر شهير عالمي وهو مؤتمر فيينا وبعض المؤرخين السياسيين يسمونها الحرب العالمية الأولى باعتبار انها كانت عالمية في درجتها ووضعها.
وقد كانت صورة الوضع العام بعد خسارة نابليون في موسكو لا تدعوالى التفاؤل في أوروبا وفرنسا.فأوروبا كانت في انقسامات وتوترات، واهل ميلان باتوا ينتحبون على أبنائهم الذين جندهم نابليون إلزامياً للحرب الروسية، ووضع البابا مزرٍ في غاية الهشاشة، ووضع مورا في نابولي مهتز كلية. والنمسا فرض عليها سلام مع فرنسا لم تكن كرامتها لتسمح به فراحت تنتهز الفرص الدبلوماسية اللازمة للقضاء على هذه الأهانه، ودول كونفدرالية الراين تطمح للخروج عن قبضة نابليون والإمساك بزمام ازدهار ذاتي خاص. واما بروسيا فخرجت حدودها إلى النصف وبالتالي نصف مواردها وهي تراقب الظروف السانحة وروسيا تدعو قلب أوروبا إلى حرب مقدسة للبطش بنابليون
وقداتحدت بروسيا وروسيا في حربها ضد نابليون. وبدأ الطرفان يحضان على حرب مقدسة، وكان الناس في أوضاع حرب مقدسة ضد الكافر نابليون إذ كانت مختلف الطوائف المسيحية ترى أن نابليون ملحد وقد زُعجت من معاملة هذا الكورسيكي السيئة للبابا. وقد حرض البروس ذوي التاريخ الذي يفخرون به على معاداة نابليون الأوضاء العامة. وبخاصة الثورة الناجحة في إسبانيا.
وفي عملية زحف من قيصر روسيا عبر بروسيا الشرقية وتقدمه بجيشه الموحد نحو البلاد المؤيده له وللحرب ضد نابليو استطاع ان يحرز تأييداً واسعاً، وبث رساله إلى زعماء بولندا واعداً اياهم بالعفو العام وبمملكة على راسها قيصر روسيا وتفاهم سراً مع النمسا حيث قام الأمير كارل فليب فون شفارتسبرج قائد الحامية النمساوية في وارسو بالأنسحاب مع جنده إلى جاليسيا، ورحب المسؤولون البولنديون بأسكندر، ثم دخل العاصمة في السابع من شباط لعام 1813 م دون مقاومة، فأضحت بولندا تابعة كلياً لروسيا. وسارع اسكندر يؤكد لفريدريك امبراطور البروس انه «ستوجد تسوية مقبوله لنصيبه المفقود» في بولندا. وحث الأمبراطور البروسي شعبه على حمل السلاح في بلاع وجهه اليهم، فاستجابت الطبقات كلها لندائه، وقبض له بعد أن امر بالتجنيد الإلزامي ستون الف رجل مدرب ومستعد للخدمة العسكرية، ووجد جيش بروسي وروسي مكون من مئة الف وعشرة آلاف مقاتل.
و كانت النمسا على أخلاصها لفرنسا فترة، فهي تخشى ان تكون أول من تصيبه الحرب فيما لو دخلت في حلف جديد، ثم ان لفرانسيس الثاني اختاً في التاج الفرنسي. وكان الأمير برنادوت وعد القيصر ان يقدم له ثلاثين الف جندي مساعده له، غير انه شغل معضمه بحرب النرويج.و تعهدت إنجلترا بتقديم عون مالي لتدعم المعركة قدره مليون جنيه استرليني في نهاية شهر نيسان، ووصلت بضائع بريطانيه بكميات كبيرة إلى الموانئ البروسية لتدخل مخازن على نهر إلبا، بعد أن فتحت بروسيا هذه الموانئ امام بريطانيا
و اما نابليون فقام بفرض الضرائب للحصول على القروض، وسحب من رصيده المالي المخبأ في اقبية التوليري، واستدعى دفعة عام 1813 م للخدمة الألزامية الفعلية، وكما تم تدريب دفعه عام 1814 م بأمر استصدره بهذا الخصوص وامر بأعداد الكتائب العسكرية المخصصه اصلاً للخدمة في فرنسا للأستعداد للحرب خارجها، وقام بإبرام عقود وصفقات تكفل امداد الجيش وتمويله بكل ما يلزمه من مأكل ومشرب وملبس، وجعل القوات قوات ضاربه موزعه على نقاط ومراكز تدريبيه معينه، على ان تكون مستعده للأنضمام لدى صدور الأوامر بالتحرك بالتوقيت الدقيق وفي المكان المحدد بدقه. واستطاع في نيسان ان يبلغ الجيش ما حصيلته خمسة وعشرون الف مقاتل وغادر باريس في الخامس عشر من نيسان 1813 م للقاء جنوده في مين وإلبا
و اما يوجين فسار جنوباً بالبقية من الحرب الروسية وبأعداد من الجند الذين تم استدعاؤهم من ألمانيا، وأقبل برتران من الجنوب أيضاً. وهكذا تكون لنابليون مسيرة وميمنة للجيش فتقدم به وفي الثامن من ايآر كان جيشه البالغ مئة وخمسين الفاً قد التقى بجيش متحالف مكون من ثمانيه ثمانيه وخمسين الفاً بقياده الجنرال الروسي وتجنشتين الذي كان له صيت ذائع في الحرب الروسية وأما عدد الجنود البروس فكان خمسه واربعين الفاً. ودارت رحى معركة عند ليتزن بالقرب ليزبرج. غامر نابليون فيها مغامرة شخصية في مقدمة جنده، وهزم الحلفاء ولكن بخساره في جيشة مقدارها عشرون الفاً مقابل اثني عشر الفاً في صفوف الحلفاء.
و في التاسع من أيار صارت دريسدن قاعده نابليون ليقود منها معركتين وقد انضم إلى جيشه في هذه الظروف ما مقداره عشرة آلاف من جند فريديريك أغسطس الأول ملك ساكسونيا الذي يخاف من جارته بروسيا الطامعة. وبعث نابليون يوجين إلى ميلان لإعاده بناء بناء جيشه هناك ولكي يراقب الثوريين ثمه، وهو يحسب حساب انضمام النمسا إلى الحلفاء في محاولة لأستيلاء على شمال إيطاليا كرة ثانية.
و أعاد الحلفاء تنظيم الجيوش في بوتزن إلى الشرق من دريسدن بثلاثين ميلاً، وغادر نابليون دريسدن في الثامن من أيار مؤملاً النصر الحاسم على الحلفاء، وارسل القائد نيي كي يتقدم في نصف دائرة ليلتف على العدو ويهاجمه من المؤخرة، بيد ان تأخر فلم يتكن من صد تراجع المنهزمين أمام نابليون إلى سيليزيا بعد أن فقدوا خمسة عشر الف مقاتل، بينما انطلق نابليون إلى الأودر وضم جنود الحامية الفرنسية في جلوجاو إلى جيشه، وهكذا تحرك على طول الأودر ليضم الحامية تلو الأخرى.
و بينما كان نابليون على هذا النحو من التقدم، جاءه عرض مترنيخ بتوسط النمسا كي يتم عقد سلام بين المتحاربين، وكان رأي بيرتييه مع الجنرالات. وكولينكور مع الدبلوماسيين قبول الهدنة خوفاً من حرب طويله ربما توحي الأحداث في فرنسا المضطربة والأوضاع للجيش بعدم القدرة عليها، فرضخ نابليون للأمر الواقع بالرغم من انه في قرارة نفسه اوجس خيفه من فخ يراد به، ولكن لا بأس بتجنيد المزيد من الجند وتعزيز سلاح الفرسان في غضون هذا التوقف، لا سيما ان رفض مثل هذا العرض قد يفضي إلى دخول النمسا إلى الحلف المضاد له. وفي بلايسفيتز كانت الهدنة عقدت مده في الرابع من حزيران. ثم مددت فترتها إلى العاشر من آب بعد هذا، وانسحب نابليون إلى دريسدن مصدراً التعليمات باستكمال الكتائب وتوجه إلى مينز لقضاء الوقت مع ماري لويز عسى ان تحرض اباها على مواصله تحالفه معه باعتبارها ضمانه هذا التحالف. غير ان مترنيخ شرع في أثناء الهدنة يزيد من عدد القوات النمساويه ثم عاملاً على تقويتها وتسليحها وتجهيزها وكله تضاهر بأن هذا ضد اعداء نابليون.
```
ومن ثم كانت الهدنة فائده في تعزيز قوات الحلفاء. وجعل برنادوت قواته البالغه خمس وعشرين الفاً تحت تصرفهم، ثم اتى مورو الذي كان مهاجراً إلى أمريكا بسماح حكومته الفرنسية له بذلك إثر ارتباطه بمحاوله اغتيال نابليون، وقد قدم للحلفاء استشارات هامه في شأن خطط نابليون وتكتيكاته إذ نصحهم بالدرجة الأولى الا يقدموا على معركة يحضرها بنفسه، وأن الخيار الأمثل ان تخاض كل معركة يكون بعيداً منها.
```

و في السابع والعشرين من حزيران كانت الشروط التي ارسلها الحلفاء إلى نابليون عبر كولينكور ومترنيخ تتضمن «ان يسلم المناطق التي استولى عليها من بروسيا، وان يترك كل دعاويه في دوقيه وارسو (فرسافا)، والدول – المدن الهانسياتيه.. وبوميرانيا وهانوفر وإيليريا وكونفدراليه الراين» وبذلك يمكنه العودة إلى بلاده مع ان يحتفظ بحدوده الطبيعية لبلاده دون أن يعترض له أحد، مع اضافه شرط يخص إنجلترا ينص على ان لها الحق في إضافة شروط أخرى، ثم إن المتحالفين لن يبرموا اتفاق سلام دون الرجوع إلى موافقه إنجلترا وقد جرى تأخر في قبول نابليون بهذه الشروط إلى مؤتمر لكن بتعليق مشروط وعلى كل حال انقضت الهدنة قبل الرد واستؤنفت الحرب ولكن بانضمام النمسا هذه المرة.
و أصبح اجمالي ما لدى الحلفاء من الجند اربع مئه واثنان وتسعون الف مقاتل بعد تعزيز تام لهذه القوى، مع ألف وثلاث مئه وثلاثه وثمانين مدفعاً وأما نابليون فوصلته في عضون هذه الأحداث فرقه عسكريه من الدنمارك كان يأمل فيها، ودفعه من المجندين فصار لديه اربع مئه واربعون ألف مقاتل، والف ومئتا مدفع.
و كانت جيوش الحلفاء ثلاثة اقسام: الأول جيش الشمال بقياده برنادوت ومركزه برلين والثاني سيلزيا بقياده بلوشر في تشكيلات مختلفه تحالفت حول بريسلو والثالث هو جيش بوهيميا، وهو أكبرها بقياده الأمير فون شغارتسنبرغ الذي تمركز في براغ. وهذه الجيوش كونت نصف دائرة حول نابليون المتمركز في دريسدن، علماً بأن هذه الجيوش الثلاثة ترك لها الخيار لتشق طريقها نحو باريس على نحو مستقل.
و أعد نابليون خطته لمواجه هذه الجيوش، فجعل جيش الميسرة الذي يقوده اودينو لإيقاف برنادوت وجيش الوسط الذي يقوده نيي كي يراقب بلوخر، واما الميمنة تحت امرتنه هو كي يحرس الطرق التي قد ينطلق عبرها شفارتسنبرج عدداً من قواته كبيراً في بوهيميا. ولكن إستراتيجية نابليون في إيطاليا كانت تقضي بأن يركز كل قواته لتلقي بثقلها على أحد الجيوش، واما في هذه الحالة هنا فالأمر مختلف، إذ لا يمكنه ان يقوم ان يقوم بهذه الخطة لأنها تفضي إلى فتح طريق باريس امام الجيشين الأخرى ين أو واحد منهما على الأقل، وتوجب على الجيشين من جيوشه التحرك بعيداً عن وجوده بينهما الذي كان يضفي طابعاً مؤثراً في حماسة الجند للقتال، وبالتالي فإن عدم وجوده أيضاً خلق حاله من عدم تمكن الجيشين من المناوارات السريعة والتكتيكات البارعة.
و في الثاني عشر من آب تحرك بلوخر من برسلو للهجوم على قوات نيي من كاتسباخ في ساكسونيا، واستطاع أن يغافلهم مما اشاع الذعر فيهم فلاذوا بالفرار ولكن سرعان ما قدم نابليون من جورليتس بحرسه الإمبراطوري مع قوات فرسان بقياده مورا كي يعيد تنظيم قوات نيي واستطاع ان ينتزع النصر الذي كلف سته آلاف قتيل من جيشه.
وفي أثناء هذا تقدم شفارتسبرج بمئتي الف نحو الشمال سريعاً لمهاجمه مقر القيادة الفرنسية في دريدن، وهنا انثنى نابليون عن مطارده قوات بلوخر بمئه الف مسيره اربع أيام قاطعاً مئه وعشرين ميلاً، ووجد أن المرتفعات حول العاصمة السكسونيه قد كاد النمساويين ان يسطروا عليها كليه، ولكن دارت معركة يهتاف الحرس القديم والجديد: «عاش الأمبراطور» وهو يشقون صفوف الأعداء ويحاربونهم على اشد قتال، حتى ان مورا تهور في اقتحام كما كان يفعل أيام شبابه في سلاح الفرسان التابع له، وبعد يومين من المعركة كان نابليون فيها يوجه على إطلاق المدافع بكثافه بنفسه امر شفارتيبرج جنده بالأنسحاب مخلفاً وراءه سته آلاف ما بين قتيل أو جريح أو اسير ومن سخريه الأحداث ان مورا اصيب بساقيه بطلقه مدفع فرنسي أطاحت بهما، وكان على تل مكشوف قرب إسكندر يراقب المعركة ثم مات بعد أيام وهو يصرخ بحملته «أأنا مورا تصيبني طلقه من الجيش الفرنسي وأموت بين اعداء فرنسا ؟؟!!».
وهنا قام فاندام بتعقب جيش النمساويين المنسحبين دون أن يتبعه نابليون أو ان يتبعه مساعده، فوقع حبالة نصبها له العدو، فاستسلم مع رجاله البالغين سبعه آلاف رجل في الثامن والعشرين من آب لأحد اقسام جيش سفارتسبرج، وفي دنفيتس في السادس من أيلول جرت اشباكات بين نيي والعدو، فخسر نيي خمسه عشر ألفا من رجاله وهذا ما اضاع ثمرات نصر دريسدن.
وعلى اثر هذا ارسل نابليون إلى السينات طالباً استخدام مئه وعشرين الف مجند من دفعه 1814 م ثم مئه وستين الفاً من دفعه 1815 وهؤلاء كلهم لم يستكملوا تدريباتهم بالطبع كما انه اضيف ستون الف جندي إلى الجيش الروسي كانوا قد خاضوا القتال في معركه بولندا. ثم انضم جيش بافاريا في الثامن عشر إلى صفوف الحلفاء بعد أن كان بين صفوف مقاتلي نابليون، وامسى هدف المتحالفين الأقوياء ان يستولوا على ليبزج و«ان يحسموا الحرب بمعركة تستطيع فيها قواتهم الموحده احباط أي استراتيجيه نابليونيه»

## حرب الأمم
وفي تشرين الأول اجتمعت حول المدينة (أي ليبزج) قوات مؤلفه من مئه وستين الف مقاتل من جيوش الحلفاء يقودهم أشهر الجنرالات امثال برنادوت وبلوخر وبنجسن وشفارتسبرج ويوجين ألفيرتمبرجي. ومن جهة أخرى استدعى نابليون جيوشه من الشمال والوسط والجنوب في أعداد مقدارها مئه وخمسه عشر الف رجل بقياده مارمون وإسكندر مكدونالد ومورا وأجيرو وفيكتور وبرتران وكليرمان ونيي والمير جوزيف بونياتوفسكي وقد سمى الألمان المعركة التي جرت اثر هذا التحدي Volker Schlacht وهي معركة الأمم أو حرب الأمم بعبارة ول ديورانت.
واتخذ نابليون موقعاً مكشوفاً في مؤخرة قواته (كما يحدثنا ول ديورانت) وراح يوجه تحركاتها طوال ثلاث أيام من العمليات (16 – 19 أكتوبر 1813) على وفق ما قاله (أي نابليون) فقد ظل الفرنسيين اليد العليا حتى 18 أكتوبر وعندها تحول الجنود السكسون إلى القوات المتحالفه ضد نابليون ووجهوا مدافعهم ضد الفرنسيين الذين اعترتهم الدهشة وغمرتهم الفوضى فبدؤوا يفقدون مواقهم وفي اليوم التالي تخلت كتائب كونفدراليه الراين عن الفرنسيين وانضمت إلى المتحالفين ضدهم.
وعندما وجد نابليون ان رجاله بدأت تعوزهم الذخيرة وتعرضوا لخسائر فادحة، امر بالتراجع (الانسحاب) عبر نهري بليس وإلستر ونجحت معظم القوات الفرنسية في تنفيذ هذا الأنسحاب عبر النهرين الآنف ذكرهما لكن مهندساً مهتاجاً نسف جسراً فو الألستر بينما كان بعض الفرنسيين يعبرونه فغرق الكثيرون بمن فيهم بونياتوفيسكي الأنيق الذي قد حارب في صف نابليون ببراعة حتى انه (أي نابليون) قد رقاه في ميدان المعركة إلى رتبه مارشال ولم يصل من بين 115,000 من الجنود الذين حاربوا مع نابليون في ليبزج إلى نهر سال إلا 60,000 لقد وقع آلاف الأسرى، وتلقى الفرنسيون الذين وصلوا إلى نهر سال غذاء وكساء ومؤناً، ثم واصلوا طريقهم غرباً إلى مين Main عند هاناو Hanau وهناك حاربوا قوات نمساوية وبافارية وهزموها في 12 نوفمبر وصلوا إلى نهر الراين عند Mainz بعد اسبوعين من الفرار وعبروا النهر إلى فرنسا ".
وهكذا كنت هذه القوات التي احتشدت عند الرابن بلا مأوى ولا كساء ولا غذاء ولا سلاح تسير على غير هدى، واما القوات ألمانيا الفرنسية فلم يكن في المكنة ان تعاد تعبئتها وقد تفشى التيفوس في صفوف قوات نابليون المنهزمة وراحت تنشره في كل موضع تحل فيه. وكان الوضع في إيطاليا يتخلص في أن القوات التي استطاع يوجين ان يجمعها – وقد بلغت سته وثلاثين الفاً – اضحت في مواجهة ستين الف جندي نمساوي عبر الأديج، وأما في نابولي فقد كان مورا يتآمر على نابليون ليناصر المتحالفين ضده، وأطاحت الثورة في الأراضي المنخفضة بالحكم الفرنسي في تشرين الثاني عام 1813 بدعم قوات بروسية يقودها بولو. وأطبقت القوات الأنجليزية على الشيلدت، وهرب جيروم من ستفاليا وعادت اسرة الأورانج إلى الحكم كما ان ويلجنتون عبر من أسبانيا البيداسو إلى فرنسا في السابع من تشرين الأول ثم فرض حصاراً في كانون الأول على بايون.
واما وضع فرنسا الداخلي قهو يدعو للرثاء، إذ سبب ضياع إسبانيا واضطراب التجارة مع ألمانيا وإيطاليا أزمة اقتصادية، فقد اقفلت المصانع أبوابها وأعلنت البنوك افلاسها وتوالت سلسله الإفلاس بعد أن اغلقت «بيت جاباش» للتمويل أبوابها وحدث هبوط حاد بالبورصة اعتباراً بثمانين في شهر كانون الثاني إلى سبع واربعين في شهر كانون الأول، طيله عام كامل، وكثر العاطلون عن العمل كثرة كاثرة حتى ان بعضهم لجأ للجيش كي يجد الطعام، ثم حدث تمرد شعبي بسبب زياده التجنيد الإلزامي، كما احتجت الطبقات الوسطى على رفع الضرائب، ودافع الملكيون عن تولي لويس الثامن عشر للعرش مطالبين به.
ولدى عودة نابليون إلى باريس في التاسع من تشرين الثاني شرع في أنشاء جيش جديد مؤلف من ثلاث مئه الف جندي تحسباً للحرب أو السلام. «وارسل المهندسين لإصلاح الطرق لجبهات جديدة، ولإعاده الأسوار للمدن، ولبناء الحصون واللاستعداد لحفر الخنادق، وتدمير الجسور عند الضرورة لإعاقه تقدم الغزاة. وصادر الخيول لسلاح الفرسان، وامر بأعداد المدافع من السبائك، كما امر بإعداد الأسلحة والذخائر للمشاة وراح يسحب المزيد من الأموال التي ادخرها من أقبيه التوليري».
وبدأ الحلفاء يلعبون لعبتهم بسبب حلول الشتاء مترددين أما الراين، وابتعثوا إليه اقتراحاً غير رسمي في التاسع من تشرين الثاني يتضمن أن تحفظ فرنسا بحدودها الطبيعية لإحلال السلام (الراين والألب والبرانس) وأن تتخلى عن كل ادعاءاتها فيما وراء ذلك كله، ثم أرادوا أن يفصلوا الشعب عن أمبراطوره نابليون فاستصدروا في الخامس م كانون الأول ما سمي «اعلان فرانكفورت» وفيه: «ان القوى المتحالفه لا تشن الحرب على فرنسا، فملوك أوروبا وحكامها يريدون أن تكون فرنسا عظيمة قويه سعيدة، فالقوى المتحالفة تؤيد الأمبراطورية الفرنسية في امتلاك مناطق لم يحدث ابداً أن كانت تحت حكم ملوكها». ومن الواضح ان هذا بث بريطاني يدرك طبيعة فرنسا التي تتمحور حول العظمة الكلية، وحولها يدنون الشعب والحكومة. وقد سحب الحلفاء اقتراحهم الذي ارسل نابليون عليه بالموافقة عبر وزير الخارجية من شهر كانون الأول، وسبب سحبه هو ان الثورة الهولندية قضت على سيطرة فرنسا على مصاب الراين بمساعدة الحلفاء.
وعبر الحلفاء في الحادي والعشرين من كانون الأول نهر الراين إلى فرنسا ولكن السينات أرسلوا تأييدهم لنابليون في التاسع ة العشرين من كانون الأول، وفي اليوم نفسه صوت ضد أخطاء نابليون وتجاوزاته في المجلش التشريعي وحدثت مناورات ومناوشات، وخرج نابليون إلى باريس للألتحاق بجيشه الجديد لمقارعة الحلفاء كما زحف مورا الذي انحاز إلى الحلفاء من نابولي لطرد يوجين من إيطاليا على رأس قوة عددها ثمانية عشر ألف مقاتل.
وتقدم شفار تسبرج عبر الرين بمئه وستين الف جندي، وتحرك عبر الكانتونات السويسرية واستلوى على جنيف التي لم تظهر مقاومة، بدأ التغاضي السويسري عنه والترحيب به، وسارع نحو نانسي شمالاً للانضمام إلى بلوخر للتنسيق بين الطرفين في قواتهما.
ومن ناحيه أخرى عبر جيش سيليزيا المؤلف من ستين ألف جندي بقيادة بلوخر نهر الراين عند مينز ومانهايم وكوبلنز، وشرع يتقدم نحو نانسي مع جنودة البروس مرحباً به هناك بوصفه مخلصاً من طغيان الإمبراطور. وأما برنادوت فكان قد تخلى عن الحلفاء بعد يأسه من أن يكون حاكم فرنسا بعد نابليون فذهب لضرب الدانماركيين كي يتخلوا عن النرويج للسويد في الرابع عشر من شهر كانون الشاني عام 1814 م ثم قفل للانضمام إلى بلوخر زاحفاً نحو باريس.
وفي شرق فرنسا لم تؤت القوات الفرنسية أي حركة لمقاومة بلوخر أو شفارتسبرج بل انسحب نيي غرباً إلى نانسي تراجع مورتييه من لانجر، ومارمون من ليتز، وجميعهم ينتظرون مقدم نابليون. وأحضر نابليون معه ستين ألف جندي إلى شالون سيرمان مقر قيادته الجديد الذي يبعد عن باريس خمسه وتسعين ميلاً، وبذلك اضحى العدد الإجمالي للجيش بعد قدومه مئه وعشرين الفاً، مقابل مئتين وعشرين الفاً من جنود خصيمه.
وكانت خطة نابليون تقضي بعدم السماح باندماج قوات الحلفاء معاً. وكذلك منعهم من أن يكونوا قوة واحدة، ثم لابد من تجنب مواجهة قوات شفارتسبرج، ثم لابد من أيقاف تقدمها نحو باريس أو إعاقته وتأخيره عبر انتصارات سهله على كتائب الحلفاء البعيدة عن مركز القيادة الرئيسي، ومن ثم لن تواجه القوات الفرنسية قوات الحلفاء الرئيسة. ولكن كان ثمة اخطاء كثيرة بهذه المعركة، كما أن ندرة التعزيزات العسكرية كان لها دورها في أحداث خسائر جمه في صفوف الجيش الفرنسي. ولم يكن الخطأ بمنأى عن بلوخر الذي تكرر ارتكابه مرات عديدة. وكان زميله حذراً في طبيعته.
وأحرز نابليون بعض الأنتصارات التي ملأته الثقة المفرطة، فقد اسر رجال بلوخر أثناء فترة اطعامهم وراحتهم في برين في التاسع والعشرين من كانون الثاني عام 1814 م، وكاد بلوخر نفسه يقع أسيراً، وفي المعركة تراجع بلوخر بعد أن كبد الفرنسيين أربعة آلاف مقاتل، ووقد تأثرت المدينة بهذا القتال، ولم يكن نابليون يرغب في ملاحقة بلوخر لأسباب إستراتيجية تتصل بالمكان وبالحفاظ على الوضع العام للتحرك الضيق وحين دنا شفارتسبرج لدعم رفيقه ألفى جنود نابليون محاصرين بمئه الف جندي نمساوي وبروسي وروسي، وهنا لم يجد نابليون مناصاً من خوض معركة التي قادها بنفسه، ودارت معركة متعادله في الخسائر تقريباً، غير انها كانت كارثة على الفرنسيين، فانسحب بهم امبراطورهم إلى تروي، وهنا انفصل بلوخر وقرر مواصله طريقه إلى باريس عبر المارن، مع متابعة النمساويين طريقهم عبر السين بطوله، وأجرت قوات الحلفاء ترتيبات للقاء عند القصر الملكي في الأسبوع المقبل.
وبعد اسبوع راحة أتاحه نابليون لجيشه، أوكل إلى فيكتور وأودينو مهمة اعاقه تقدم شفارتسبرج بقسم من الجيش، وشرع نابليون بنفسه في التقدم عبر مستنقعات سان جون في ستين ألف مقاتل، كي يختصر الطريق إلى شامبوبيرت ومن ثمه لحقوا بمؤخرة قوات بلوخر، وفي العاشر من شباط قاد مارمون القوات الفرنسية في معركة كللت بنصر حاسم، ثم تقدمت القوات الفرنسية، وبعد يوم التقت بقسم من جيش بلوخر عند مونتمريال، وفي الرابع عشر التقت قوة مارمون بقوات بلوخر عند فوشامب، فكان النصر الكبير للجيش الفرنسي، وهكذا فقد بلوخر ثلاثين الفاً من الرجال في غضون أربعة أيام، وتم إرسال ثمانية الف اسير منهم إلى باريس لعرضهم لرفع المعنويات لدى الناس.
وكان شفارتسبرج يلاحق قوات أودينو في أثناء هذا، وقوات فيكتور أيضاً، وكاد يصل إلى فونتيبلو حيث أضحى في مكنه الجيش النمساوي الروسي المشترك أن يقوم بهجوم شامل على باريس في غضون أربعة أيام، مما فاجأ نابليون، قترك مارمون كي يواجه قوات بلوخر التي أعتراها الإعياء، واتجه جنوباً بسبعين ألف جندي فالتقى في مونترو بجيش من جيوش الحلفاء تحت امرة وتجنشتين في الثامن عشر من شباط فانجلى الموقف عن هزيمة الأخير، وتمركز نابليون في نانجي، ثم أرس فيكتور وأودينو لهاجمة شفارتسبرج عبرجناح قواته ومؤخرتها، ولما أحيط بهذا الأخير من جهات ثلاث قكر بعرض هدنه على نابليون الذي أجاب بأنه مستعد لوقف إطلاق النار بشرط ما عرضه الحلفاء في فرانكفورت بضمان حدود فرنسا الطبيعية كما ذكر الإعلان، ولكن الحلفاء في التاسع من آذار أنهوا المشاورات بينهم لتنجلي الأمور في شومون عن التعاقد بينهم تأكيداً مدة عشرين عاماً قادمة دون أن تأخذ بالحسبان ما ذكرة نابليون. بينما تراجع شفارتسبرج إلى تروي بمئه الف مقاتل.
وكان نابليون يلاحقه بحذر بأربعين ألفاً معه، ثم وصلته أنباء تفيد أن بلوخر يشق طريقه إلى باريس على رأس خمسين ألف مقاتل بعد أن أعاد تشكيل قواته فترك نابليون كلاً من مكدونالد وأودينو ليقوما بمناوشات مع قوات شفارتسبرج ومعهما إيتن موريس جيرار، وعاد برجاله من السين إلى المارن، كما قام بإدماج قوات مارمون في قوات موريتيه راجياً أن يوقع ببلوخر عند نهر آسن حيث لن تتمكن القوات البروسية من الفرار إلا عبر جسر سويسون. وكانت مفاجئه أخرى مفادها أن جيشاً للحلفاء من الشمال قد انقض على هذا الجسر بخمسين ألف مقاتل، وأرغما القائد الفرنسي على تسليم المدينة والجسر، وتمكنت قوات بلوخر من عبوره ثم أحرقته وانضمت إلى هذه القوات القادمة، فأمسى عددها إجمالاً مئه ألف مقاتل، وهنا تعقبهم نابليون بخمسين ألف مقاتل حتى التحموا في كرون فلم تحسم المسألة إلا في لون في التاسع إلى العاشر من آذار حيص هزم في معركة داميه على يومين متتالين.